# カッパーベルト州
カッパーベルト州(カッパーベルトしゅう、英語：Copperbelt Province)は、ザンビア中部の州。
面積は3万1328km2、2016年の人口は242万678人、人口密度は77.3人/km2。
面積はルサカ州に次いで2番目に小さいが、人口はルサカ州に次いで2番目に多い。
州都はンドラ。
その名の通り全域がカッパーベルトに位置し、州内いたるところで銅を産出する大鉱山地帯である。

## 隣接州
- 北〜東：上カタンガ州
- 南：中央州
- 西：北西州

## 人口
- 1980年8月25日：125万1178人
- 1990年8月20日：145万8459人
- 2000年10月20日：158万1121人
- 2010年10月16日：197万2317人
- 2016年7月1日：242万700人[1]

## 主要都市
- キトウェ：64万7800人（2016年）
- ンドラ：54万900人（2016年）（州都）
- チンゴラ：22万7900人（2016年）
- ムフリラ：17万5000人（2016年）
- ルアンシャ：14万4500人（2016年）
- チリラボンブウェ：7万7818人（2010年）
- カルルシ（英語版）：5万1863人（2010年）
- チャンビシ：2万4152人（2010年）

## 行政区画

カッパーベルト州の地区

以下の10地区から成る。
- カルルシ地区（英語版）
- キトウェ地区（英語版）
- チリラボンブウェ地区（英語版）
- チンゴラ地区（英語版）
- マサイティ地区（英語版）
- ムフリラ地区（英語版）
- ムポングウェ地区（英語版）
- ルアンシャ地区（英語版）
- ルフワニャマ地区（英語版）
- ンドラ地区（英語版）

## 経済
主産業は銅の採掘と精錬。
チャンビシ鉱山が有名である。
鉱山労働者が多く集まるためザンビアで最も都市化が進んだ地域であり、また地域特性上労働組合が非常に強く、1990年の民主化ではこの地の労働組合の指導者であるフレデリック・チルバを先頭に民主化運動が最も盛んだった。
気候は温暖で土地が肥沃であるため農業も有望であるが、鉱業に労働力が集まりすぎており、農地開発は進んでいない。

## 教育
- カッパーベルト大学

## 自然
- チェンベ鳥類保護区
- チムフンシ動物孤児院（英語版）